# Arturo Artola
Arturo Peregrino Artola (Uruguay, c. 1880 – Buenos Aires, 2 de diciembre de 1936) fue un ferroviario y dirigente deportivo argentino de origen uruguayo, reconocido por ser uno de los fundadores del Racing Club. Así mismo, fue presidente de esta institución en dos ocasiones.

## Biografía
Nacido en Uruguay en 1880, fue hijo de inmigrantes vascos originarios del municipio de Astigarraga, en la provincia de Guipúzcoa, España. En una etapa temprana de su vida emigró a la Argentina, país que por entonces atravesaba un importante proceso de expansión poblacional y económica, acompañado por una intensa corriente migratoria europea.
Se radicó en el partido de Barracas al Sud —actual Avellaneda—, en la zona sur del Gran Buenos Aires, un área de fuerte impronta ferroviaria debido a la presencia del Ferrocarril del Sud. Ingresó a trabajar en dicha empresa, donde desarrolló una carrera dentro del escalafón administrativo. Con el tiempo, alcanzó cargos jerárquicos: primero como subjefe de estación, y más adelante como jefe de estación.
Más allá de su desempeño laboral, tuvo un rol destacado en la vida social y deportiva del barrio. Fue uno de los principales impulsores de la organización futbolística en la zona y figura clave en la fundación del Racing Club, institución en la que desempeñó un papel organizador decisivo y ejerció su primera presidencia.
Falleció en la ciudad de Buenos Aires el 2 de diciembre de 1936, dejando como legado su participación esencial en la creación y consolidación de Racing Club.

## Trayectoria

### Fundación del Racing Club
Paralelamente a su actividad laboral, mantuvo desde joven un estrecho vínculo con el incipiente desarrollo del fútbol en la Argentina. Hacia fines del siglo XIX, Barracas al Sud —actual Avellaneda— se convirtió en uno de los centros más activos del nuevo deporte, especialmente entre empleados del Ferrocarril del Sud, quienes, en 1898, fundaron el «Argentinos Excelsior Club». Este equipo alcanzó notoriedad en el ámbito local por su calidad de juego y por una serie de victorias en partidos regionales. Si bien no integró formalmente aquel plantel, participó del entorno futbolístico que surgía alrededor de la institución. La experiencia fue breve: conflictos internos y la dispersión de sus integrantes llevaron a su disolución pocos años más tarde.
La disgregación del Excelsior derivó en la creación de nuevos clubes en la zona. El 12 de mayo de 1901 se fundó el «Sud América Football Club de Barracas al Sud», equipo que nucleó a varios jóvenes del barrio, entre ellos los hermanos Zenón y Arturo Artola. Fue uno de los primeros clubes en competir regularmente en la cancha de Alsina y Colón, predio emblemático en la historia temprana del fútbol local. Sin embargo, el 16 de marzo de 1902, una nueva escisión dio origen al «Club Atlético Colorados Unidos del Sud», que surgió con un espíritu competitivo renovado. En esta etapa, asumió un rol más protagónico: fue presidente y capitán del equipo, combinando funciones dirigenciales con la práctica activa del deporte.
La fragmentación del panorama futbolístico local motivó la búsqueda de unidad. El 25 de marzo de 1903, Colorados Unidos y Barracas al Sud se fusionaron, dando origen al Racing Club. La reunión que sentó las bases de la fusión se realizó unos días antes, el 17 de marzo, en la estación Barracas Iglesia. Allí, los fundadores debatieron el nombre de la nueva entidad, adoptando finalmente la propuesta de Germán Vidaillac: «Racing Football Club», inspirada en una revista francesa de automovilismo.
Fue uno de los principales impulsores del proceso de fusión y participó activamente de la asamblea constitutiva. En ese marco, fue elegido como el primer presidente de la institución a través de una votación informal: cada socio escribió el nombre de su candidato en un papel, que luego fue depositado en un sombrero. Registrado como socio número once, resultó electo para encabezar la etapa fundacional de la nueva entidad.

### Presidencia del Racing Club

Racing Club en 1910, durante la segunda presidencia de Arturo Artola.

Su primer mandato se extendió durante algunos meses de 1903. En septiembre de ese año, debió dejar el cargo al ser trasladado a Santiago del Estero por cuestiones laborales ligadas al Ferrocarril del Sud. Esta etapa inicial coincidió con los momentos más elementales de la organización del club, cuando Racing empezaba a definir su estructura y proyectar su futuro institucional y deportivo.
En 1906, ya con una entidad más consolidada, con sede establecida y con participación formal en competencias organizadas por la Asociación Argentina de Football (AAF), retomó la presidencia. Este segundo período, que se prolongó hasta 1911, fue decisivo para el crecimiento del club en todos sus frentes. Racing comenzó a competir en las divisiones inferiores del fútbol argentino, al tiempo que expandía su base de socios, mejoraba sus instalaciones y fortalecía lazos con otras instituciones del país.
En 1910, Racing tuvo una campaña sobresaliente en la Segunda División, en la que disputó 25 partidos: ganó 21, empató 2 y perdió apenas 2. El equipo logró el ascenso a la Primera División tras vencer  2-1 a Boca Juniors en la final del torneo. Aquel triunfo marcó el ingreso definitivo del club al círculo mayor del fútbol nacional. Ese mismo año, el club conquistó también su primer título oficial, la Copa Adolfo Bullrich, organizada por la AAF para equipos de categorías inferiores. En la final, venció a la reserva de River Plate.
En 1911, Racing debutó en la Primera División, logrando un rendimiento auspicioso para una institución recién ascendida. Finalizó con 17 puntos, producto de 6 victorias, 5 empates y 5 derrotas, quedando a seis unidades del campeón, Alumni, el club hegemónico de la época.
Tras esa temporada, Artola dejó la presidencia del club, siendo sucedido por Luis Carbone, también uno de los protagonistas de los años fundacionales.